# Gabriel Alm
Gabriel Petri Alm, född i Fittja församling, död 1681, var svensk präst.

## Biografi
Gabriel Alm föddes i Fittja församling. Han var son till kyrkoherden Petrus Erici Vaslandus i Fittja församling och Sara Emporagrius. Alm blev 22 maj 1645 student vid Uppsala universitet och var medlem i Upplands nation. Han prästvigdes 1654 och blev kaplan i Fittja församling. Alm blev 1662 konsistorienotarie i Stockholms konsistorium och avlade ed 11 juni 1662. Han åtföljde sin morbror biskopen Erik Gabrielsson Emporagrius till Strängnäs och blev 27 juni 1662 konsistorienotarie där. Alm blev även 1675 kyrkoherde i Vansö församling. År 1678 är han tvungen att lämna befattningen då biskopen Carolus Lithman ville ha pastoratet som prebende. Han blev därefter 20 december 1678 kyrkoherde i Åkerby församling, där han tillträdde 1 maj 1679. Alm avled 1681.
Iheringius var riksdagsman vid riksdagen 1672.

### Familj
Alm var gift med Sofia Hansdotter Lund.

### referenser
1. 1 2 3  Hellström, Gunnar (1951). Stockholms stads herdaminne från reformationen intill tillkomsten av Stockholms stift: biografisk matrikel. Monografier / utgivna av Stockholms kommunalförvaltning ; [11]. Stockholm: Stockholms kommunförvaltning. sid. 25-26. Libris 24465. https://runeberg.org/sthlmherd/0026.html